# Club der Millionäre
Club der Millionäre ist ein Lied des deutschen Pop-Rock-Sängers Udo Lindenberg aus dem Jahr 1991.

## Entstehung und Veröffentlichung
Das Lied wurde vom Interpreten selbst geschrieben, komponiert und produziert. Bei der Produktion wurde Udo Lindenberg von Horst Königstein unterstützt.
1991 erschien das Lied als Single bei Polydor. Diese erschien als 7″-Single mit der B-Seite Gustav. Am 28. Oktober 1991 erschien das Lied als Teil von Udo Lindenbergs 24. Studioalbum Gustav.

## Inhalt
Das Lied deskribiert Lindenberg aus der Perspektive des lyrischen Ichs über eine Person, die gerne reich sein würde und im Club der Millionäre aufgenommen werden würde. Dabei zählt er verschiedene Möglichkeiten auf, um Millionär zu werden, darunter Erfinder zu werden oder Schwerverbrecher zu sein.

## Charts und Chartplatzierungen
| ChartsChartplatzierungen | Höchstplatzierung | Wochen |
| ------------------------ | ----------------- | ------ |
| Deutschland (GfK)        | 39 (20 Wo.)       | 20     |